# I Love You (Tayanna)
I Love You è un singolo della cantante ucraina Tayanna pubblicato il 16 gennaio 2017.
Il brano è stato scritto in lingua inglese e composto da Tetjana Rešetnjak e Maks Bars'kych.
Con I Love You, Tayanna ha preso parte al Vidbir 2017, ossia il processo di selezione del rappresentante ucraino all'Eurovision Song Contest. Qualificatasi dalla prima semifinale, ha ottenuto un 2º posto nella manifestazione.